# Liang (Brunei)
Pour les articles homonymes, voir Liang.
Liang (malais : Mukim Liang) est un mukim ou sous-district de Belait, l'un des quatre districts de Brunei.
Le district de Liang est dirigé par un Penghulu. Le titulaire du poste est Abdul Hamid bin Mumin.

## Géographie
Liang est située au nord du district de Belait , au bord de la mer de Chine méridionale , ainsi que des sous-districts de Telisai dans le district de Tutong au nord-est, Bukit Sawat au sud-est, Labi au sud et Seria à l'ouest.

## Administration
Liang est une subdivision mukim , la division administrative de second niveau du Brunei. C'est l'un des huit mukim ou sous-districts du district de Belait. En tant que mukim, Liang est dirigé par un penghulu, et est actuellement[évasif] détenu par Abdul Hamid bin Mumin.

### Zones et divisions
Le département des enquêtes divise ensuite la région de Liang en vingt subdivisions de village : 
- Réserve forestière d'Andulau
- Agis-Agis
- Keluyoh
- Lilas
- Lumut
- Lumut Camp
- Lumut National Housing Area 1
- Lumut National Housing Area 2
- Lumut Tersusun
- Perumpong
- Sungai Bakong
- Sungai Gana
- Sungai Kang
- Sungai Kuru
- Sungai Lalit
- Sungai Liang
- Sungai Tali
- Sungai Taring
- Skah Tanah Kurnia Rakyat Jati Lumut
- Tunggulian

Cependant, le bureau du district de Belait , qui administre les communautés résidentielles du district, organise Liang en trois villages seulement: Kampong Lumut I, Kampong Lumut II et Kampong Sungai Liang, où chaque village a son propre chef de village (malais : ketua kampung). Kampong Lumut I et II sont considérés collectivement comme le règlement de Lumut, qui comprend les sous-divisions de Lumut, de Lumut Tersusun, de Sungai Bakong, de Sungai Kuru, de Sungai Tali et de Sungai Taring, ainsi que de la zone de logements publics de Rancangan Perumahan Negara et la zone militaire Lumut Camp. Pendant ce temps, le chef du village de Sungai Liang supervise également les zones d’Agis-Agis, Keluyoh, Lilas, Perumpong, Sungai Gana, Sungai Kang, Sungai Lalit et Tunggulian. Andulau Forest Reserve est une zone désignée non peuplée; c'est une réserve forestière du Brunei.